# FC Singen 04
Maillots
Le FC Singen 04 est un club allemand de football localisé à Singen dans le Bade-Wurtemberg.

## Histoire
Le club fut fondé le 5 août 1904, sous l’appellation Fussball Club Singen 04. Avant la Seconde Guerre mondiale, les seuls moments de gloire du club furent les titres de la Berzirksliga-Ost en 1923 et de la Schwarzwaldliga en 1930.
Après la fin du conflit, le cercle fut dissous par les Alliés, comme tous les clubs et associations allemands (voir Directive n°23). Il fut rapidement  reconstitué sous l’appellation Fortuna Singen.
En 1947, le Fortuna Singen fut un des fondateurs de l’Oberliga Sud-Ouest, Groupe Sud. Le club y joua les trois premières saisons. En 1949, il reprit son appellation de FC Singen 04. L’année suivante, il fut versé dans la zone Sud, où il joua une saison en l’Oberliga Sud. Terminant 17e sur 18, il fut relégué.
Le club resta plusieurs saisons dans la plus haute série amateur de sa région, la Schwarzwald-Bodensseliga. Il en fut champion en 1959 et prit part au tour final du championnat amateur. Le 14 juin 1959, le FC Singen 04 remporta le titre de Champion d’Allemagne Amateur en battant (3-2) le SV Arminia Hannover lors de la finale jouée à Offenbourg.
Le cercle remporta encore trois fois le titre régional amateur. En 1971 et 1972 puis en 1978 alors que la plus haute ligue avait pris le nom de 2. Amateurliga Südebaden. Ensuite, le FC Singen 04 recula dans la hiérarchie.
En 1994, le club remporta le droit de remonter en Verbandsliga Südbaden. L’année suivante, le FC Singen 04 engagea l’ancienne star néerlandaise Johan Neeskens, comme entraîneur. En 1997, via le tour final, le club monta en Bade-Württemberg (équivalent D4). Le cercle y évolua jusqu’au terme de la saison 1999-2000.
Le club glissa jusqu’en Landesliga Südebaden d’où il remonta en 2009 vers la 'Verbandsliga Südbaden.

## Palmarès
- Champion d’Allemagne amateur: 1959.

- Champion de la Berzirksliga-Ost : 1923.
- Champion de la Schwarzwaldliga-Ost : 1930.
- Champion du Sud Baden : 1959.
- Vainqueur de la Südbadischer Pokal : 1948, 1968, 1971, 1997, 1999.
- Champion de la Schwarzwald-Bodenseeliga : 1971, 1972.
- Champion de la 2. Amateurliga Südbaden : 1978.
- Champion de la Landesliga Südbaden : 1994, 2009.
- Champion de la Verbandsliga Südbaden : 2012.
- Vice-champion de 1997 – Vizemeister Verbandsliga Südbaden : 1997.
- Gain du Tour final 1997 pour la montée en Bade-Württemberg : 1997